# MOBI
『MOBI』（モビ）は、2002年10月3日から2004年9月30日まで日本テレビ系列局で放送された日本テレビ製作のモータースポーツ情報番組。全100回。本田技研工業（以下ホンダ）の一社提供。放送時間は毎週木曜 24:20 - 24:50 (JST) 。

## 概要
前番組『BOON!』から引き続きV6の長野博がメインMCを務めた深夜番組である。前番組と同様にモータースポーツ情報の伝達をメインに据えながらも、ツーリングやオートキャンプといった乗り物を使ったレジャーの楽しみ方も提案していた。また回によってはマウンテンバイクや蒸気機関車を取り上げることもあった。
中山エミリの普通免許取得企画がスタートしたが難航。最終的に番組終了までに免許取得に失敗するという前代未聞の事態となった。
スーパーカブの改造企画は、長野博が工場に通いカブにサイドカー取り付けに成功。このバイクで番組準レギュラーであるファンキーモンキークリニックのしょうへいが全国を旅する企画に移行(コーナー中にコンビ解散となりしょうへいはピン芸人に)。サイドカーの助手席に出川哲朗を乗せ、箱根や大阪、京都などを旅した。
この番組の終了を機に、1997年4月放送開始の『U・S』から続いたホンダ提供のモータースポーツ情報番組シリーズは一旦終了。その後はしばらく中断していたが、2005年1月から『スポーツMAX』金曜放送分にホンダ提供のモータースポーツ情報コーナーを始めたことで復活した。

## 出演者
- 長野博（V6）
- 中山エミリ
- ラルフ鈴木（日本テレビアナウンサー、放送当時は鈴木崇司）

## エンディングテーマ
- V6「Gravity Graffiti」（2002年10月〜2003年12月）
- V6「Drivin'」（2004年1月〜2004年9月）